# Saga (asynje)
 For alternative betydninger, se Saga (flertydig). (Se også artikler, som begynder med Saga)
Saga er asynje og seerske i nordisk mytologi.
Hendes bolig hedder Søkkvabek.

Saga en stor rolle i N.F.S. Grundtvigs forfatterskab, hvor hun opfattes som gudinde for historien. Hun frigøres her jævnligt fra sin nordisk mytologiske kontekst og glider ind i andre sammenhænge. Hun har fx en kernerolle i "Paaske-Liljen" fra Danne-Virke.
| Nordisk mytologi | Spire Denne artikel om nordisk religion og mytologi er en spire som bør udbygges. Du er velkommen til at hjælpe Wikipedia ved at udvide den. |